# 山崎始男
山崎 始男（やまさき もとお、1904年（明治37年）3月18日 - 1983年（昭和58年）10月9日）は、昭和期の実業家、政治家。衆議院議員。

## 経歴
岡山県吉備郡総社町（現総社市）で、米穀問屋・山崎重の長男として生まれる。岡山中学校（現岡山県立岡山朝日高等学校）を経て、1931年（昭和6年）慶應義塾大学政治学科を卒業した。名古屋市において製陶会社で勤務したり木材関係貿易に従事した。1944年（昭和19年）に帰郷し会社経営を行う。
1948年（昭和23年）初の公選制による岡山県教育委員に選出され、1949年（昭和24年）副委員長に就任。1952年（昭和27年）10月、第25回衆議院議員総選挙で岡山県第2区から出馬して初当選。日本社会党に所属して第26回から第31回総選挙まで連続して再選され、1969年（昭和44年）12月の第32回総選挙では次点で落選した。1972年（昭和47年）12月の第33回総選挙で再選され、1976年（昭和51年）12月の任期満了で政界を引退し、衆議院議員に通算8期在任した。この間、中央青少年問題協議会委員、中国地方開発審議会委員、衆議院産業公害対策特別委員長、社会党中央委員、同両院議員総会副会長、同私学振興対策特別副委員長、同中国地方開発副委員長、同岡山県本部執行委員長、同顧問などを務めた。学校給食法（昭和29年法律第160号）、日本学校安全会法（昭和34年法律第198号）の成立に尽力。また1951年（昭和26年）の岡山県知事選挙に、中学校時代からの親友である三木行治を擁立して当選に尽力した。
その他、岡山県美術刀剣協会会長、山陽工業社長、旭輸出敷物社長、平和タクシー会長、全国部落解放運動推進協議会委員、日本民主教育政治連盟岡山県支部長、学校法人川崎学園理事なども務めた。

## 伝記
- 『山崎始男の生涯』山崎始男追悼誌編集委員会、1985年。